# Volta a Múrcia de 2020
A 40.ª edição da competição ciclista Volta a Múrcia foi uma carreira de ciclismo de estrada por etapas que se celebrou entre o 14 e o 15 de fevereiro na Espanha na Região de Múrcia, com início na cidade de Los Alcázares e final na cidade de Múrcia sobre um percurso de 357,2 quilómetros.
A carreira fez parte do UCI Europe Tour de 2020, calendário ciclístico dos Circuitos Continentais da UCI dentro da categoria 2.1. O vencedor final foi o belga Xandro Meurisse do Circus-Wanty Gobert. Completaram o pódio, como segundo e terceiro classificado respectivamente, o checo Josef Černý do CCC e o alemão Lennard Kämna do Bora-Hansgrohe.

## Equipas participantes
Tomaram parte na carreira 18 equipas: 4 de categoria UCI WorldTeam convidados pela organização, 10 de categoria UCI ProTeam e 4 de categoria Continental. Formaram assim um pelotão de 125 ciclistas dos que acabaram 82. As equipas participantes foram:
| Equipes WorldTeam (4)- Astana - Bora-Hansgrohe - Movistar Team - CCC Team Equipes ProTeam (10)- Caja Rural-Seguros RGA - Sport Vlaanderen-Baloise - Burgos-BH - Euskaltel-Euskadi - Circus-Wanty Gobert - Arkéa-Samsic - Gazprom-RusVelo - Riwal Readynez - Rally Cycling - Bingoal-Wallonie Bruxelles Equipes Continentais (4)- Kometa-Xstra - Equipo Kern Pharma - Aviludo-Louletano - Lokosphinx |
| |

## Percorrido
A Volta a Múrcia dispôs de duas etapas para um percurso total de 357,2 quilómetros.
| Etapa | Data    | Percurso                            | type            | Distância (km) | Vencedor          | Líder geral     |
| ----- | ------- | ----------------------------------- | --------------- | -------------- | ----------------- | --------------- |
| 1     | 14 fev. | Los Alcázares – Caravaca de la Cruz | etapa escarpada | 177,6          | Xandro Meurisse   | Xandro Meurisse |
| 2     | 15 fev. | Santomera – Múrcia                  | média montanha  | 179,6          | Luis León Sánchez | Xandro Meurisse |

## Desenvolvimento da carreira

### 1.ª etapa
| Los Alcázares - Caravaca de la Cruz | etapa escarpada | (177,6 km) |

| \| Classificação por etapas \| Classificação por etapas \| Classificação por etapas \| Classificação por etapas \| Classificação por etapas \| \| Ciclista \| Ciclista \| Equipe \| Tempo \| \| \| ------------------------ \| ------------------------ \| ------------------------ \| ------------------------ \| ------------------------ \| \| 1. \| Xandro Meurisse \| Circus-Wanty Gobert \| 4h24m00s \| \| \| 2. \| Adam de Vos \| Rally Cycling \| + 4s \| \| \| 3. \| Josef Černý \| CCC Team \| + 11s \| \| \| 4. \| Thibault Guernalec \| Arkéa-Samsic \| + 11s \| \| \| 5. \| Lennard Kämna \| Bora-Hansgrohe \| + 17s \| \| \| 6. \| Nikita Stalnow \| Astana \| + 20s \| \| \| 7. \| Jefferson Cepeda \| Caja Rural-Seguros RGA \| + 23s \| \| \| 8. \| Sergio García \| Kometa-Xstra \| + 29s \| \| \| 9. \| Héctor Carretero \| Movistar Team \| + 37s \| \| \| 10. \| Antonio Jesús Soto \| Fundación-Orbea \| + 50s \| \| |                    |                        |          |
| |                    |                        |          |
| Fonte: ProCyclingStats |                    |                        |          |
| Classificação por etapas |                    |                        |          |
| Ciclista | Ciclista           | Equipe                 | Tempo    |
| 1. | Xandro Meurisse    | Circus-Wanty Gobert    | 4h24m00s |
| 2. | Adam de Vos        | Rally Cycling          | + 4s     |
| 3. | Josef Černý        | CCC Team               | + 11s    |
| 4. | Thibault Guernalec | Arkéa-Samsic           | + 11s    |
| 5. | Lennard Kämna      | Bora-Hansgrohe         | + 17s    |
| 6. | Nikita Stalnow     | Astana                 | + 20s    |
| 7. | Jefferson Cepeda   | Caja Rural-Seguros RGA | + 23s    |
| 8. | Sergio García      | Kometa-Xstra           | + 29s    |
| 9. | Héctor Carretero   | Movistar Team          | + 37s    |
| 10. | Antonio Jesús Soto | Fundación-Orbea        | + 50s    |

| \| Classificação geral \| Classificação geral \| Classificação geral \| Classificação geral \| Classificação geral \| \| Ciclista \| Ciclista \| Equipe \| Tempo \| \| \| ------------------- \| ------------------- \| ---------------------- \| ------------------- \| ------------------- \| \| 1. \| Xandro Meurisse \| Circus-Wanty Gobert \| 4h24m00s \| \| \| 2. \| Adam de Vos \| Rally Cycling \| + 4s \| \| \| 3. \| Josef Černý \| CCC Team \| + 11s \| \| \| 4. \| Thibault Guernalec \| Arkéa-Samsic \| + 11s \| \| \| 5. \| Lennard Kämna \| Bora-Hansgrohe \| + 17s \| \| \| 6. \| Nikita Stalnow \| Astana \| + 20s \| \| \| 7. \| Jefferson Cepeda \| Caja Rural-Seguros RGA \| + 23s \| \| \| 8. \| Sergio García \| Kometa-Xstra \| + 29s \| \| \| 9. \| Héctor Carretero \| Movistar Team \| + 37s \| \| \| 10. \| Antonio Jesús Soto \| Fundación-Orbea \| + 50s \| \| |                    |                        |          |
| |                    |                        |          |
| Fonte: ProCyclingStats |                    |                        |          |
| Classificação geral |                    |                        |          |
| Ciclista | Ciclista           | Equipe                 | Tempo    |
| 1. | Xandro Meurisse    | Circus-Wanty Gobert    | 4h24m00s |
| 2. | Adam de Vos        | Rally Cycling          | + 4s     |
| 3. | Josef Černý        | CCC Team               | + 11s    |
| 4. | Thibault Guernalec | Arkéa-Samsic           | + 11s    |
| 5. | Lennard Kämna      | Bora-Hansgrohe         | + 17s    |
| 6. | Nikita Stalnow     | Astana                 | + 20s    |
| 7. | Jefferson Cepeda   | Caja Rural-Seguros RGA | + 23s    |
| 8. | Sergio García      | Kometa-Xstra           | + 29s    |
| 9. | Héctor Carretero   | Movistar Team          | + 37s    |
| 10. | Antonio Jesús Soto | Fundación-Orbea        | + 50s    |

### 2.ª etapa
| Santomera - Múrcia | média montanha | (179,6 km) |

| \| Classificação por etapas \| Classificação por etapas \| Classificação por etapas \| Classificação por etapas \| Classificação por etapas \| \| Ciclista \| Ciclista \| Equipe \| Tempo \| \| \| ------------------------ \| ------------------------ \| ------------------------ \| ------------------------ \| ------------------------ \| \| 1. \| Luis León Sánchez \| Astana \| 4h21m04s \| \| \| 2. \| Omar Fraile \| Astana \| + 7s \| \| \| 3. \| Josef Černý \| CCC Team \| + 7s \| \| \| 4. \| Xandro Meurisse \| Circus-Wanty Gobert \| + 7s \| \| \| 5. \| Lennard Kämna \| Bora-Hansgrohe \| + 7s \| \| \| 6. \| Vicente García de Mateos \| Aviludo-Louletano \| + 7s \| \| \| 7. \| Alejandro Valverde \| Movistar Team \| + 20s \| \| \| 8. \| Felix Großschartner \| Bora-Hansgrohe \| + 20s \| \| \| 9. \| Matteo Trentin \| CCC Team \| + 20s \| \| \| 10. \| Kamil Małecki \| CCC Team \| + 5m25s \| \| |                          |                     |          |
| |                          |                     |          |
| Fonte: ProCyclingStats |                          |                     |          |
| Classificação por etapas |                          |                     |          |
| Ciclista | Ciclista                 | Equipe              | Tempo    |
| 1. | Luis León Sánchez        | Astana              | 4h21m04s |
| 2. | Omar Fraile              | Astana              | + 7s     |
| 3. | Josef Černý              | CCC Team            | + 7s     |
| 4. | Xandro Meurisse          | Circus-Wanty Gobert | + 7s     |
| 5. | Lennard Kämna            | Bora-Hansgrohe      | + 7s     |
| 6. | Vicente García de Mateos | Aviludo-Louletano   | + 7s     |
| 7. | Alejandro Valverde       | Movistar Team       | + 20s    |
| 8. | Felix Großschartner      | Bora-Hansgrohe      | + 20s    |
| 9. | Matteo Trentin           | CCC Team            | + 20s    |
| 10. | Kamil Małecki            | CCC Team            | + 5m25s  |

## Classificações finais
- As classificações finalizaram da seguinte forma:[4]

### Classificação geral
| \| Classificação geral \| Classificação geral \| Classificação geral \| Classificação geral \| Classificação geral \| \| Ciclista \| Ciclista \| Equipe \| Tempo \| \| \| ------------------- \| ------------------------ \| ---------------------- \| ------------------- \| ------------------- \| \| 1. \| Xandro Meurisse \| Circus-Wanty Gobert \| 8h45m55s \| \| \| 2. \| Josef Černý \| CCC Team \| + 11s \| \| \| 3. \| Lennard Kämna \| Bora-Hansgrohe \| + 17s \| \| \| 4. \| Thibault Guernalec \| Arkéa-Samsic \| + 5m49s \| \| \| 5. \| Nikita Stalnow \| Astana \| + 5m58s \| \| \| 6. \| Jefferson Cepeda \| Caja Rural-Seguros RGA \| + 6m01s \| \| \| 7. \| Héctor Carretero \| Movistar Team \| + 6m15s \| \| \| 8. \| Sergio García \| Kometa-Xstra \| + 11m16s \| \| \| 9. \| Antonio Jesús Soto \| Fundación-Orbea \| + 11m35s \| \| \| 10. \| Adam de Vos \| Rally Cycling \| + 12m45s \| \| \| 11. \| Luis León Sánchez \| Astana \| + 16m42s \| \| \| 12. \| Omar Fraile \| Astana \| + 16m49s \| \| \| 13. \| Vicente García de Mateos \| Aviludo-Louletano \| + 16m49s \| \| \| 14. \| Alejandro Valverde \| Movistar Team \| + 17m02s \| \| \| 15. \| Felix Großschartner \| Bora-Hansgrohe \| + 17m02s \| \| |                          |                        |          |
| |                          |                        |          |
| Fonte: ProCyclingStats |                          |                        |          |
| Classificação geral |                          |                        |          |
| Ciclista | Ciclista                 | Equipe                 | Tempo    |
| 1. | Xandro Meurisse          | Circus-Wanty Gobert    | 8h45m55s |
| 2. | Josef Černý              | CCC Team               | + 11s    |
| 3. | Lennard Kämna            | Bora-Hansgrohe         | + 17s    |
| 4. | Thibault Guernalec       | Arkéa-Samsic           | + 5m49s  |
| 5. | Nikita Stalnow           | Astana                 | + 5m58s  |
| 6. | Jefferson Cepeda         | Caja Rural-Seguros RGA | + 6m01s  |
| 7. | Héctor Carretero         | Movistar Team          | + 6m15s  |
| 8. | Sergio García            | Kometa-Xstra           | + 11m16s |
| 9. | Antonio Jesús Soto       | Fundación-Orbea        | + 11m35s |
| 10. | Adam de Vos              | Rally Cycling          | + 12m45s |
| 11. | Luis León Sánchez        | Astana                 | + 16m42s |
| 12. | Omar Fraile              | Astana                 | + 16m49s |
| 13. | Vicente García de Mateos | Aviludo-Louletano      | + 16m49s |
| 14. | Alejandro Valverde       | Movistar Team          | + 17m02s |
| 15. | Felix Großschartner      | Bora-Hansgrohe         | + 17m02s |

### Classificação da montanha
| Classificação da montanha | Classificação da montanha    | Classificação da montanha | Classificação da montanha | Classificação da montanha |
| Ciclista                  | Ciclista                     | Equipe                    | Pontos                    |                           |
| ------------------------- | ---------------------------- | ------------------------- | ------------------------- | ------------------------- |
| 1.                        | Omar Fraile                  | Astana                    | 18 pts                    |                           |
| 2.                        | Nikita Stalnow               | Astana                    | 18 pts                    |                           |
| 3.                        | Lennard Kämna                | Bora-Hansgrohe            | 13 pts                    |                           |
| 4.                        | Alejandro Valverde           | Movistar Team             | 12 pts                    |                           |
| 5.                        | Jefferson Cepeda             | Caja Rural-Seguros RGA    | 10 pts                    |                           |
| 6.                        | Vicente García de Mateos     | Aviludo-Louletano         | 9 pts                     |                           |
| 7.                        | Xandro Meurisse              | Circus-Wanty Gobert       | 6 pts                     |                           |
| 8.                        | Héctor Carretero             | Movistar Team             | 6 pts                     |                           |
| 9.                        | Óscar Rodríguez Garaicoechea | Astana                    | 6 pts                     |                           |
| 10.                       | Nelson Oliveira              | Movistar Team             | 6 pts                     |                           |

### Classificação dos pontos
| Classificação por pontos | Classificação por pontos | Classificação por pontos | Classificação por pontos | Classificação por pontos |
| Ciclista                 | Ciclista                 | Equipe                   | Pontos                   |                          |
| ------------------------ | ------------------------ | ------------------------ | ------------------------ | ------------------------ |
| 1.                       | Xandro Meurisse          | Circus-Wanty Gobert      | 39 pts                   |                          |
| 2.                       | Josef Černý              | CCC Team                 | 32 pts                   |                          |
| 3.                       | Luis León Sánchez        | Astana                   | 25 pts                   |                          |
| 4.                       | Lennard Kämna            | Bora-Hansgrohe           | 24 pts                   |                          |
| 5.                       | Adam de Vos              | Rally Cycling            | 20 pts                   |                          |
| 6.                       | Omar Fraile              | Astana                   | 20 pts                   |                          |
| 7.                       | Thibault Guernalec       | Arkéa-Samsic             | 14 pts                   |                          |
| 8.                       | Nikita Stalnow           | Astana                   | 10 pts                   |                          |
| 9.                       | Vicente García de Mateos | Aviludo-Louletano        | 10 pts                   |                          |
| 10.                      | Alejandro Valverde       | Movistar Team            | 10 pts                   |                          |

### Classificação por equipas
| Classificação por equipes | Classificação por equipes | Classificação por equipes | Classificação por equipes |
| Equipe                    | Equipe                    | Tempo                     |                           |
| ------------------------- | ------------------------- | ------------------------- | ------------------------- |
| 1.                        | Astana                    | 26h57m07s                 |                           |
| 2.                        | CCC Team                  | + 8s                      |                           |
| 3.                        | Circus-Wanty Gobert       | + 5m37s                   |                           |
| 4.                        | Bora-Hansgrohe            | + 6m45s                   |                           |
| 5.                        | Movistar Team             | + 11m56s                  |                           |

## Evolução das classificações
| Etapa                 | Vencedor              | Classificação geral | Classificação da montanha | Classificação dos pontos | Classificação por equipas |
| --------------------- | --------------------- | ------------------- | ------------------------- | ------------------------ | ------------------------- |
| 1.ª                   | Xandro Meurisse       | Xandro Meurisse     | Nikita Stalnov            | Xandro Meurisse          | Arkéa Samsic              |
| 2.ª                   | Luis León Sánchez     | Xandro Meurisse     | Omar Fraile               | Xandro Meurisse          | Astana                    |
| Classificações finais | Classificações finais | Xandro Meurisse     | Omar Fraile               | Xandro Meurisse          | Astana                    |

## UCI World Ranking
A Volta a Múrcia outorgou pontos para o UCI World Ranking para corredores das equipas nas categorias UCI WorldTeam, UCI ProTeam e Continental. As seguintes tabelas são o barómetro de pontuação e os 10 corredores que obtiveram mais pontos:
| Posição             | 1.º | 2.º | 3.º | 4.º | 5.º | 6.º | 7.º | 8.º | 9.º | 10.º |
| Classificação geral | 125 | 85  | 70  | 60  | 50  | 40  | 35  | 30  | 25  | 20   |
| Por etapa           | 14  | 5   | 3   |     |     |     |     |     |     |      |
| Líder               | 3   |     |     |     |     |     |     |     |     |      |

| Classificação |                        |                        |       |       |       |       |
| Posição       | Ciclista               | Equipa                 | Geral | Etapa | Líder | Total |
| ------------- | ---------------------- | ---------------------- | ----- | ----- | ----- | ----- |
| 1.º           | Xandro Meurisse        | Circus-Wanty Gobert    | 125   | 14    | 3     | 142   |
| 2.º           | Josef Černý            | CCC                    | 85    | 6     | -     | 91    |
| 3.º           | Lennard Kämna          | Bora-Hansgrohe         | 70    | -     | -     | 70    |
| 4.º           | Thibault Guernalec     | Arkéa Samsic           | 60    | -     | -     | 60    |
| 5.º           | Nikita Stalnov         | Astana                 | 50    | -     | -     | 50    |
| 6.º           | Jefferson Cepeda       | Caja Rural-Seguros RGA | 40    | -     | -     | 40    |
| 7.º           | Héctor Carretero       | Movistar               | 35    | -     | -     | 35    |
| 8.º           | Sergio García González | Kometa-Xstra           | 30    | -     | -     | 30    |
| 9.º           | Luis León Sánchez      | Astana                 | 15    | 14    | -     | 29    |
| 10.º          | Antonio Jesús Soto     | Fundación-Orbea        | 25    | -     | -     | 25    |